# 紀陽ホールディングス
株式会社紀陽ホールディングス（きようホールディングス、英: Kiyo Holdings, Inc.）は、かつて紀陽フィナンシャルグループの持株会社であった企業。

## 概要
2006年（平成18年）2月1日に紀陽銀行と和歌山銀行が株式移転の形で設立した金融持株会社。紀陽ホールディングスの上場に伴い紀陽銀行は上場廃止となった。また、傘下の紀陽銀行と和歌山銀行は同年10月10日に合併し、新発足した。
2013年（平成25年）10月1日、子会社である紀陽銀行に吸収合併された。

## 沿革
- 2006年（平成18年）2月1日、紀陽銀行と和歌山銀行による株式移転で設立。
- 2006年（平成18年）10月10日、傘下の紀陽銀行が和歌山銀行を吸収合併。
- 2008年（平成20年）9月16日、前日に破綻した米第4位の証券会社リーマン・ブラザーズの社債を地銀内最高額の71億4900万円保有していると発表した。
- 2011年（平成23年）2月8日、大証への上場廃止を申請すると発表。4月3日、上場廃止。
- 2013年（平成25年）10月1日、子会社である紀陽銀行に吸収合併。

## 傘下企業
- 紀陽銀行（銀行業務）
- 紀陽情報システム（ソフトウェア開発）

### かつての傘下企業
- 和歌山銀行（銀行業務）